# 包娜娜
包娜娜（1950年—）是台灣1970年代歌手，1968年出道，因演唱台灣電視公司連續劇《清宮殘夢》主題曲成名，後來也為台視綜藝節目《群星會》固定實力派來賓。
1978年包娜娜與新加坡富商結婚而息影，不過亦有說法是在台灣遭搶劫後淡出歌壇。

## 个人经历
早年，包娜娜就读于虎尾女中，其父亲在电台工作，适藉电影《梁山伯与祝英台》 把台北变成“狂人城”，她对它非常着迷，而且每首插曲更是唱得滚瓜烂熟。
1968年，包娜娜在台北实践家专就读，经常代表学校对外参加歌唱比赛，那时一心要在歌唱界发展的姐姐包妮妮，已经在台北的歌厅驻唱，可是一次因为害病，需要长期休养，于是由包娜娜顶替，而她也欣然退学，代替姐姐演唱。
后来，包娜娜受到骆明道赏识，介绍给台视的慎芝，于是便经常亮相《群星会》节目。
1970年，包娜娜的歌唱事业带来一个转捩点，主唱了台视的连续剧《清宫残梦》 的主题曲，当年此剧轰动了整个台湾，于是也带红了此曲的主唱人。
1976年，在新加坡结婚，自此消息不多。
1988年，包娜娜在中国大陆的春节联欢晚会上演唱歌曲《三百六十五里路》，红极一时，该曲收录于专辑《1988 掌声响起》中。

## 歌曲
- 著名歌曲：〈愛你愛在心坎裡〉、〈我沒有騙你〉、〈長髮為君剪〉、〈熱淚燙傷我的臉〉
- 台視戲劇歌曲：〈滿庭芳〉（《滿庭芳》主題曲）、〈慈祥的爸爸〉（《滿庭芳》插曲）

## 資料來源
1. ↑  台灣光華雜誌[]